# On My Way
„On My Way” (srp. Na moj način) je pesma slovenačkog pevača Omara Nabera. Predstavljaće Sloveniju na izboru za Pesmu Evrovizije 2017. Omar Naber je ranije predstavljao Sloveniju na Pesmi Evrovizije 2005. sa pesmom „Stop” gde se nije plasirao u finale.